# Лужарі
Лужарі (словен. Lužarji) — поселення в общині Велике Лаще, Осреднєсловенський регіон, Словенія. 
Висота над рівнем моря: 787,3 м.